# Novyj Mir
Novyj Mir (ryska: Новый мир, svenska: Ny Värld) är en rysk litterär tidskrift som givits ut i Moskva sedan 1925.
Ursprungligen publicerade Novyj Mir huvudsakligen texter som överensstämde med Sovjetunionens kommunistiska partis officiella linje men tidigt under 1960-talet bytte Novyj Mir politisk linje i oppositionell riktning.[källa behövs]
I november 1962 blev tidskriften känd för publiceringen av Aleksandr Solzjenitsyns banbrytande berättelse En dag i Ivan Denisovitjs liv. Novyj Mir publicerade även tidigare förbjudna författare som George Orwell, Joseph Brodsky och Vladimir Nabokov.